# Louis Frédéric Sauvage

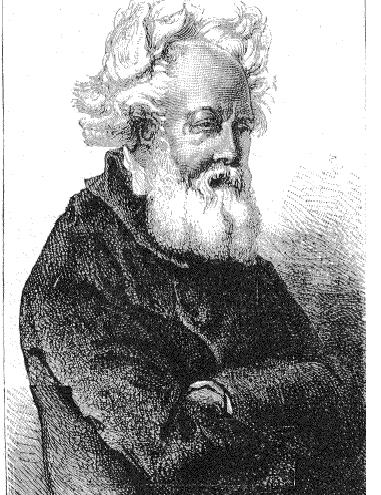
Louis Frédéric Sauvage

Louis Frédéric Sauvage (1786–1857) – francuski wynalazca i konstruktor okrętów. Wynalazł maszynę do cięcia oraz polerowania marmuru. W 1832 roku opatentował śrubę napędową okrętową. W 1841 roku skonstruował statek o napędzie śrubowym. 
Jego nazwisko pojawiło się na liście 72 nazwisk na wieży Eiffla.